# San Pedro de Sarandón
Sarandón (llamada oficialmente San Pedro de Sarandón) es una parroquia española del municipio de Vedra, en la provincia de La Coruña, Galicia.

## Entidades de población
Entidades de población que forman parte de la parroquia:
- Bugeiros de Abajo (Buxeiros de Abaixo)
- Bugeiros de Arriba (Buxeiros de Arriba)
- Cubelas (Covelas)
- Ribeira
- San Pedro
- Jián (Xián)

## Demografía
| Gráfica de evolución demográfica de Sarandón entre 2000 y 2019 |
|                                                                |
| Datos según el nomenclátor publicado por el INE.               |